# Robert Sterling

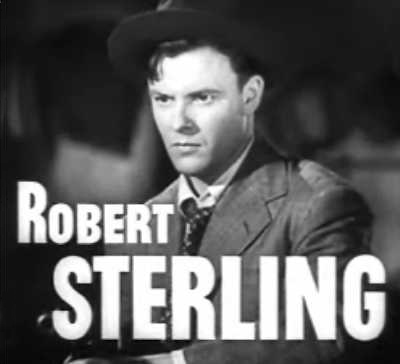
En The Get-Away (1941)

Robert Sterling (nacido William Sterling Hart; New Castle, Pensilvania; 13 de noviembre de 1917-Brentwood Heights, California; 30 de mayo de 2006) fue un actor teatral, cinematográfico y televisivo estadounidense.

## Biografía

### Primeros años
Su padre fue el jugador de béisbol del Chicago Cubs William S. Hart. Formado en la Universidad de Pittsburgh, antes de dedicarse a la actuación trabajó vendiendo ropa.

### Cine
Tras ser contratado por Columbia Pictures en 1939, cambió su nombre por Robert Sterling para evitar la confusión con la estrella del western mudo William S. Hart. 
En 1941, Sterling pasó a Metro-Goldwyn-Mayer, y durante varios años trabajó de manera continua como actor de reparto. Durante la Segunda Guerra Mundial sirvió en el Cuerpo Aéreo del Ejército de los Estados Unidos como instructor de vuelo, volviendo después a Hollywood, aunque a finales de la década su carrera en el cine empezó a decaer. Sin embargo, hizo un papel sin cantar, el de Steve Baker, en el éxito de MGM de 1951 Show Boat, en el cual Ava Gardner encarnaba a Julie.
En 1939 había actuado junto a Shemp Howard, miembro de "Los tres chiflados", en la película "Glove Slingers", y en 1961 trabajó con Moe Howard, Larry Fine y Curly Joe DeRita en "Fox Movietone News". Además, en 1974 actuó en "The 3 Stooges Follies".

### Televisión
Sterling reforzó su carrera gracias a un número de club que interpretó junto a su segunda esposa, la actriz y cantante Anne Jeffreys, y gracias a su trabajo en la televisión, medio para el cual hizo numerosos papeles dramáticos, en una época en la cual las cadenas emitían con frecuencia representaciones en directo.
Sterling es quizás más conocido por su papel de George Kerby, actuando junto a Jeffreys en el papel de Marion Kerby, en el programa televisivo Topper, basado en la película del mismo nombre estrenada en 1937. El show se emitió en la CBS entre 1953 y 1955. Leo G. Carroll hacía el papel principal. 
El 18 de diciembre de 1957, Sterling y Jeffreys interpretaron a una pareja con un extraño acuerdo de noviazgo en "The Julie Gage Story", episodio de la primera temporada de la serie de la NBC Wagon Train. Más adelante, en la temporada televisiva de 1961-1962, Sterling actuó junto a George Chandler y Reta Shaw en la sitcom de la CBS Ichabod and Me, haciendo el papel del reportero Bob Major.
Tras algunas actuaciones televisivas y cinematográficas a principios de los años 1960, en producciones como Return to Peyton Place, Voyage to the Bottom of the Sea y A Global Affair, Sterling ya solamente actuó de manera esporádica, interviniendo en shows televisivos como Murder, She Wrote (de CBS), Love, American Style y Hotel (los dos últimos de la ABC). También fue artista invitado en The Bold Ones (1971) y en la sitcom de la NBC The Brian Keith Show (1974).
Por su carrera televisiva, a Sterling se le concedió una estrella en el Paseo de la Fama de Hollywood, en el 1709 de Vine Street.

## Vida personal
En 1943 se casó con la destacada actriz y cantante Ann Sothern, con quien tuvo una hija, Patricia (Tisha Sterling), que fue actriz. Sothern y Sterling se divorciaron en 1949. Poco después, en su debut teatral en el circuito de Broadway, conoció a la también cantante y actriz Anne Jeffreys, con quien se casó en 1951, permaneciendo juntos hasta la muerte de él. Tuvieron tres hijos: Jeffrey, Dana y Tyler.
Falleció en su casa en Brentwood Heights (California) el 30 de mayo de 2006, a los 88 años de edad.

## Selección de su filmografía
- 1939 : My Son Is Guilty, de Charles Barton
- 1941 : The Get-Away, de Edward Buzzell
- 1941 : La mujer de las dos caras / Otra vez mío (Two-Faced Woman), de George Cukor
- 1942 : Senda prohibida (Johnny Eager), de Mervyn LeRoy
- 1942 : Reportaje sensacional (Somewhere I'll find you), de Wesley Ruggles
- 1946 : Desconfianza (The Secret Heart), de Robert Z. Leonard
- 1951 : Show Boat, de George Sidney
- 1961 : Regreso a Peyton Place (Return to Peyton Place), de José Ferrer
- 1961 : Viaje al fondo del mar (Voyage to the Bottom of the Sea), serie de TV de Irwin Allen
- 1964 : Un biberón en la ONU (A Global Affair), de Jack Arnold